# سيرين (تراث شعبي)

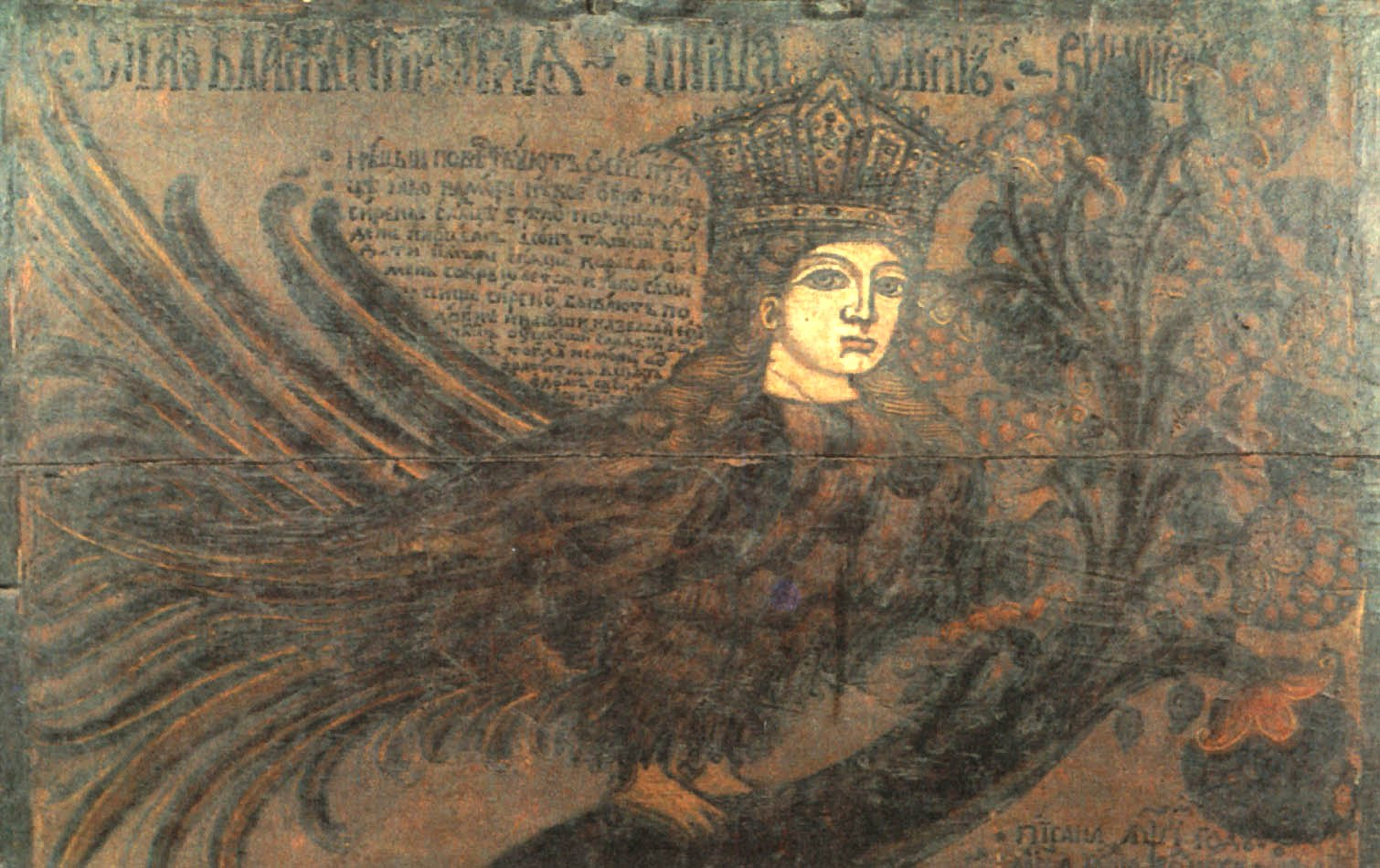
سيرين الطيور على شجرة العنب. 1710

سيرين هو من المخلوقات الأسطورية الروسية أساطير، مع رأسه وصدره من امرأة جميلة، وعثر على جثة أحد بيرد (عادة ألبومه). ووفقا للأسطورة، وكانوا يعيشون «في الأراضي الهندية» بالقرب من عدن أو حول نهر الفرات.
هذه المراه نصف نصف الطيور فضفاضة على أساس اليونانيه قصصا عن صفارات الإنذار. انها اغاني جميلة سانغ إلى القديسين، التنبأ افراح المستقبل. للبشر، ومع ذلك، فإن الطيور الخطره. واستمع منهم من الرجال من شأنه أن ننسى كل شيء على الأرض، والتقيد بها، وتموت في نهاية المطاف. الشعب محاولة لانقاذ أنفسهم من sirins لإطلاق النار من المدافع، ورنين الأجراس واتخاذ التدابير الأخرى بصوت عال لتخويف الاصوات من الطيور.
في بعض الأحيان سيرين يعتبر مجازا لكلمة الله إلى الدخول في روح الرجل. وقالت انها في بعض الأحيان ينظر إليها على انها استعارة من الزنادقة اغراء ضعيفة. سيرين في بعض الأحيان كان معادلا لصفارات الإنذار أو wila البولنديه. في الفولكلور الروسي، sirin مختلطه مع الكاتب revered الدينية سان افرام السرياني. وهكذا، مثل الفلاحين lyrists نيكولاي klyuev كثيرا ما تستخدم سيرين بوصفها مرادفا للشاعر.
الكاتب فلاديمير نابوكوف كتب تقريره الأول بعض الروايات وقصائد تحت اسم مستعار فلاديمير سيرين.

## معرض صور

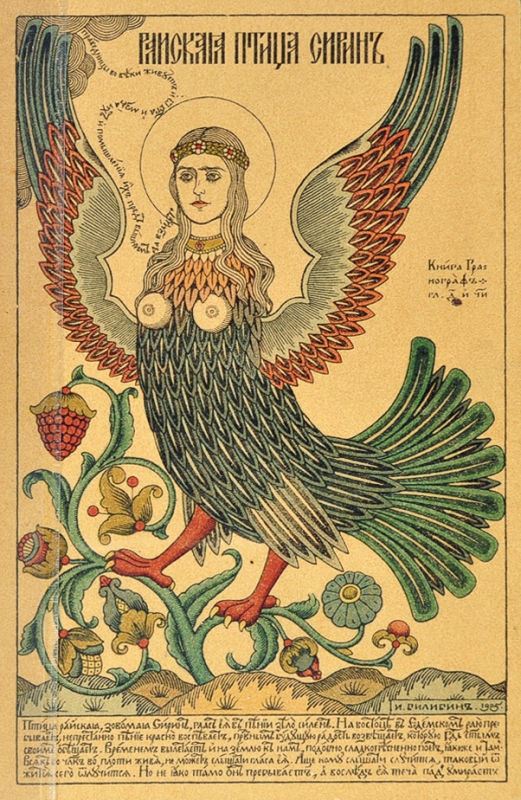
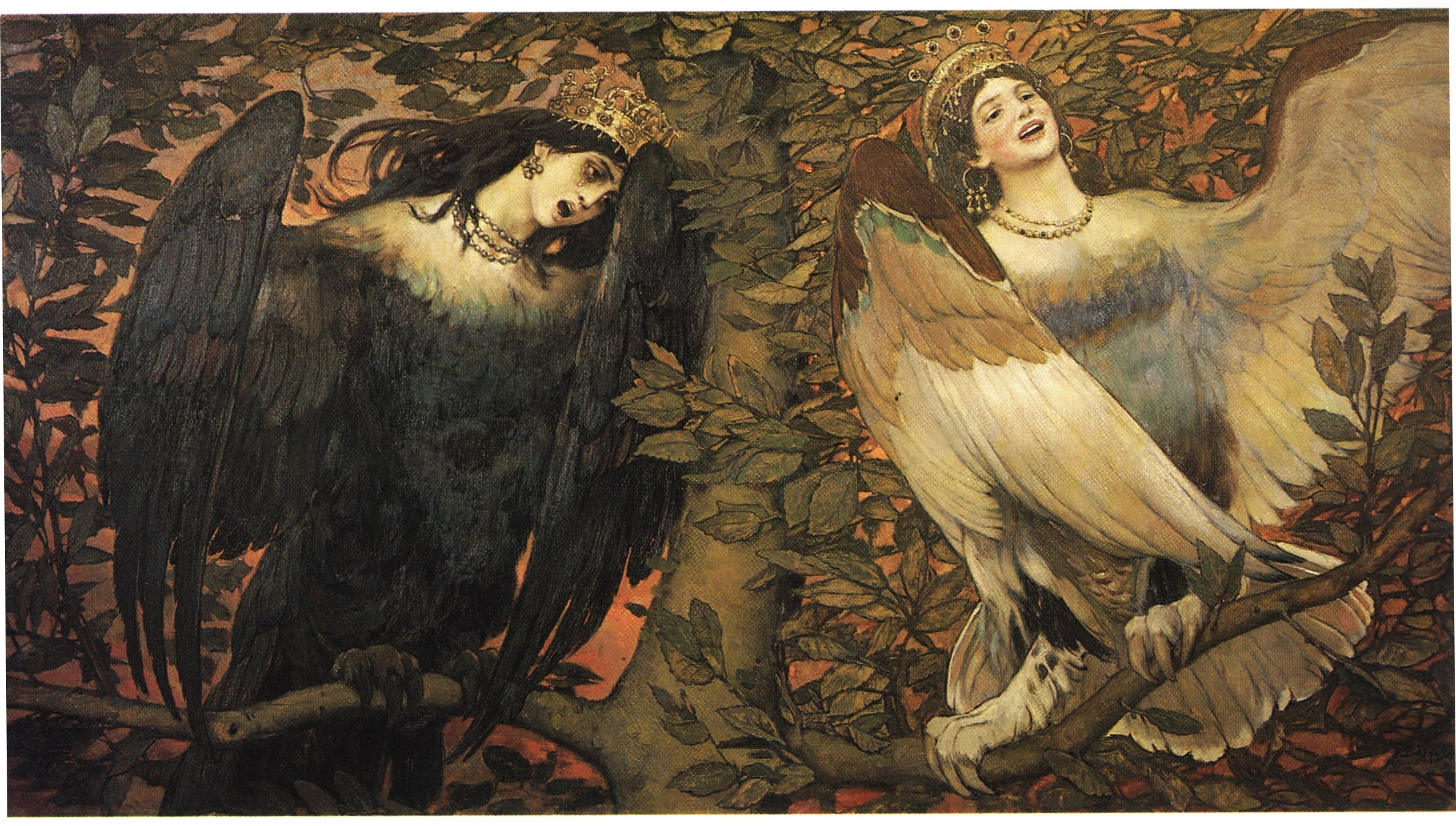
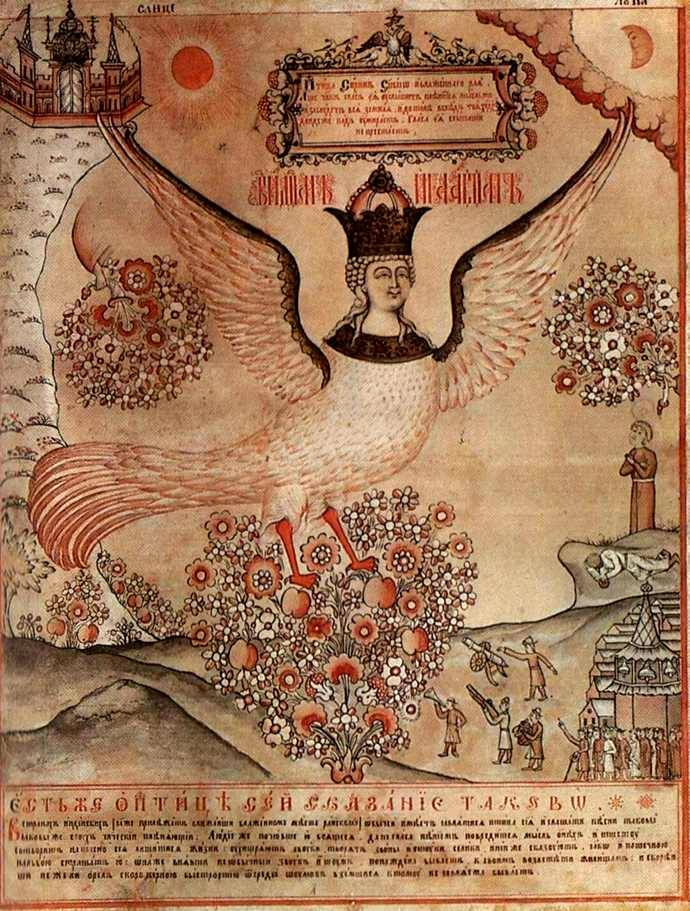
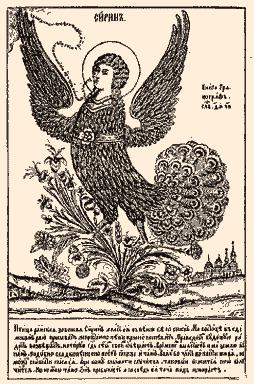
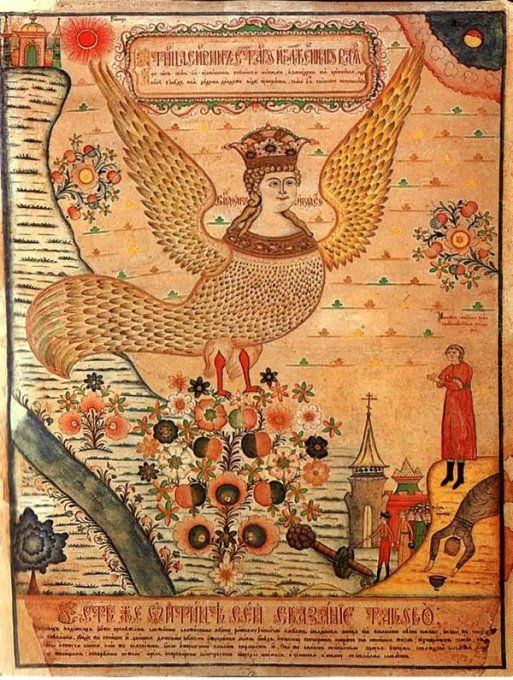